# INTZ e-Sports
INTZ ，前身为INTZ e-Sports，是一家成立于2014年6月20日的巴西電子競技組織。他们參加英雄联盟巴西联赛以及反恐精英：全球攻势、彩虹六号、部落冲突 、部落衝突：皇室戰爭 、Free Fire－我要活下去、絕地求生、堡垒之夜、荒野亂鬥、FIFA 20、使命召唤手游、英雄联盟：激斗峡谷等電子競技賽事。2020年9月5日，INTZ在2020年的英雄联盟巴西联赛决赛中以 3x1 的比分击败了Pain Gaming，成为英雄联盟巴西联赛中獲得冠軍次數最多的戰隊，截至2020年他們在該賽事上总共獲得5座冠軍。

## 外部鏈接
- http://www.intz.com.br （页面存档备份，存于）
- http://www.loja.intz.com.br （页面存档备份，存于）